# Rairiz (Orense)
Rairiz (llamada oficialmente San Xoán de Rairiz de Veiga) es una parroquia y una villa del municipio español de Rairiz de Veiga, en la provincia de Orense, Galicia.

## Toponimia
La parroquia también es conocida por los nombres de San Juan de Rairiz y San Xoán de Rairiz.

## Organización territorial
La parroquia está formada por once entidades de población, constando diez de ellas en el nomenclátor del Instituto Nacional de Estadística español:
- Aldeadomuíño (Aldea do Muíño)
- Currás
- Ludro
- Moura
- Outeiriño (O Outeiriño)
- Rairiz de Veiga
- Saínza Dabaixo (A Saínza de Abaixo)
- Saínza Darriba (A Saínza de Arriba)
- Salgados
- Santabaya (Santa Baia)
- Toxo

## Demografía

### Parroquia
| Gráfica de evolución demográfica de Rairiz (parroquia) entre 2000 y 2023 |
|                                                                          |
| Datos según el nomenclátor publicado por el INE.                         |

### Villa
| Gráfica de evolución demográfica de Rairiz de Veiga (villa) entre 2000 y 2023 |
|                                                                               |
| Datos según el nomenclátor publicado por el INE.                              |